# Le tue mani (Spotti-Montano)
Le tue mani è un brano musicale italiano composto da Pino Spotti (musica) e Montano, pseudonimo di Michelino Rizza (testo).
È stata incisa da numerosi artisti:
- Lucia Mannucci nel singolo Settembre/Le tue mani del 1950, con Franco Cerri e Quartetto d'archi[1]
- Nicola Arigliano nell'EP Un giorno ti dirò/Le tue mani/Devi ricordare/Nebbia del 1959, con il complesso diretto da Pino Calvi[2]
- Jula de Palma, nel singolo Le tue mani/Lui di lei del 1962
- Mina, nel singolo Le tue mani/Il tempo e nell'album Renato del 1962